# Авраменко Сергій Миколайович
Авраменко Сергій Миколайович (16 серпня 1964 — †7 лютого 1985) — радянський військовик, учасник афганської війни.

## Життєпис
Народився 16 серпня 1964 у с. Глибне Краснопільського району Сумської області. Працював трактористом колгоспу «Правда».
9 травня 1983 призваний до лав Радянської Армії. Пройшов підготовку в навчальному підрозділі (в/ч п/п 73701) за спеціальністю «механік-водій БМП». З 26 жовтня 1983 проходив службу в Афганістані в розвідроті в/ч п/п 65753.
Загинув у бою 7 лютого 1985.
Похований на центральній алеї кладовища с. Глибне.

## Нагороди
- орден Червоної Зірки (20.06.1985, посмертно)

## Вшанування
Одна з вулиць села Глибне названа на честь загиблого.